# Germandat de Trabucaires, Geganters i Grallers de Sant Andreu

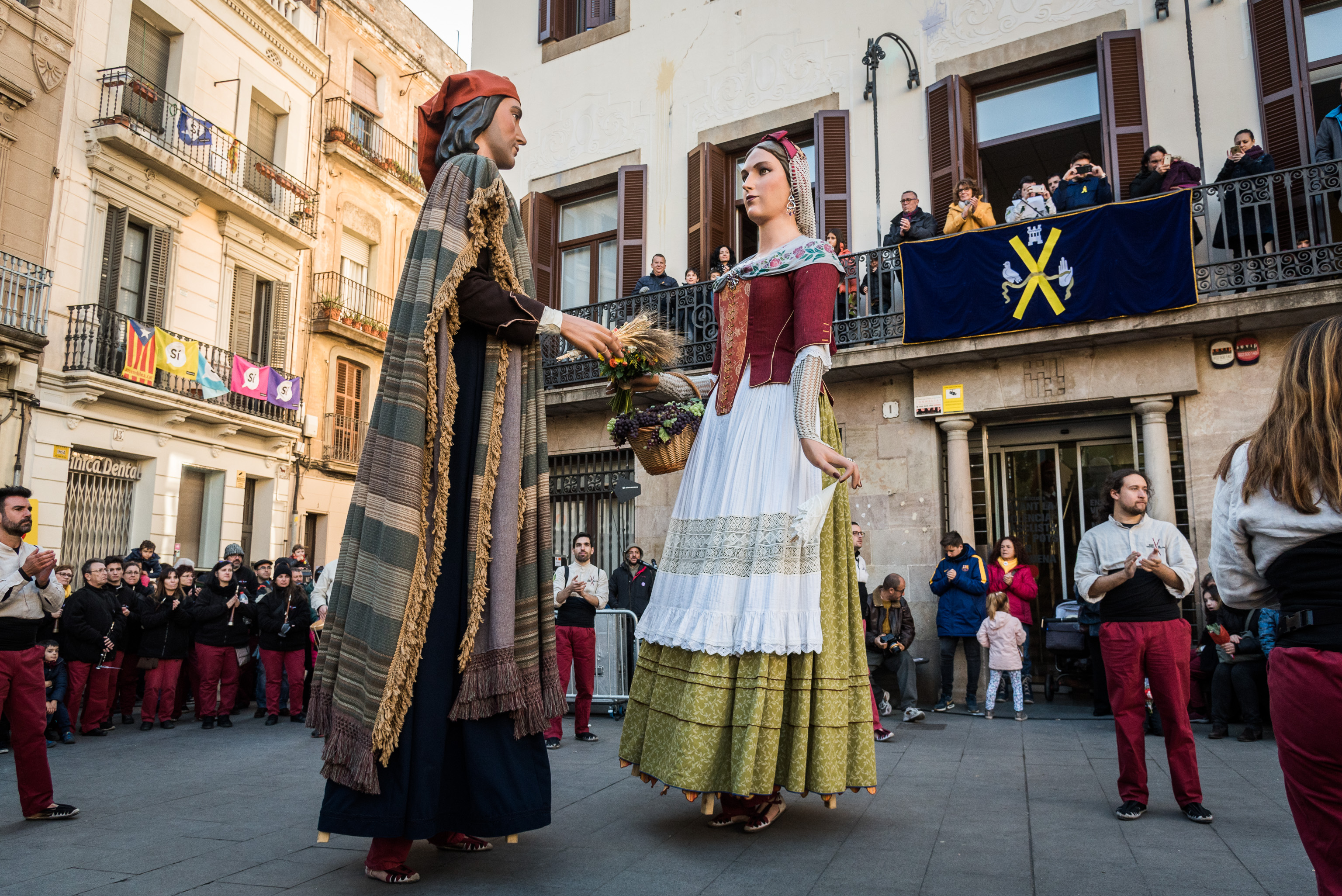
Gegants del districte entrant a la Plaça d'Orfila durant la cercavila de la Festa Major de Sant Andreu

La Germandat de Trabucaires, Geganters i Grallers de Sant Andreu és una associació fundada el 1982 a Sant Andreu de Palomar (Barcelona), amb l'objectiu de participar i fer participar tothom en la festa major i altres esdeveniments culturals que s'organitzen tant a Sant Andreu com en altres indrets. L'entitat està formada per tres grups que funcionen de forma independent: trabucaires, geganters i grallers.
Han actuat a Maó, Vilafranca de Conflent, Tòquio, Yokohama i a les campanades de Cap d'Any de TV3 de 2003.
En l'actualitat en Sergio Diéguez és el President, acompanyat d'en Pere Seda i Marc Viamonte com a caps de colla dels Gegants i en Francisco Crespo i en Ricard Pla com a caps de colla dels trabucaires.

## Actes propis

### Mostra d'imatgeria festiva de Sant Andreu
Durant les dues setmanes prèvies a la Festa Major de Sant Andreu, a l'Espai Bota de la Fabra i Coats s'apleguen totes les figures d'imatgeria festiva de sant Andreu. Les escoles del poble participen molt activament portant les seves figures a la exposició i fent les visites guiades als matins, on s'ofereixen diverses activitats didàctiques per a nens i nenes. La visiten cada any al voltant de 5000 espectadors.

### Anada a ofici
El 30 de novembre és el dia gran de la nostra vila, celebrem la festivitat del nostre patró, i els Gegants, com no podia ser d'altra manera, surten al carrer per celebrar-ho! Acompanyats de coets i el repic de les campanes acabaran entrant a la Parròquia per assistir al solemne ofici en honor del sant, fer el seu ball protocol·lari i l'ofrena del ram de la Colometa.

### Cercavila del Canó de festes!
El “Canó de festes” va fer la seva pròpia cercavila l'any 2017 per anunciar que comença la festa grossa del poble! Acompanyat pel canoner i tot un conjunt de personatges satírics ens van fer ballar al compàs del grup andreuenc “Safolk”. El canó és un element propi de la Germandat que ha estat present a l'Esclat Andreuenc des de l'any 2000, però ha estat aquests darrers anys que se l'ha volgut dotar de protagonisme dins de la festa.

### Rebuda dels Gegants Convidats
El dissabte de Festa Major al matí és el moment de cedir el protagonisme als Gegants o elements convidats de fora del territori català. Amb una cercavila fins a la Seu del Districte i una rebuda institucional per part de les autoritats municipals, es dona pas a la cercavila de lluïment per l'eix central de la vila, el Carrer Gran de Sant Andreu. Ja han ballat per sant Andreu els Gegants de Bergara, Valle de Egüés, Alaior, Peralta, Algemesí i Morella.

### Esclat Andreuenc
L'Esclat ha anat evolucionant els darrers anys fins a esdevenir l'acte de lluïment del Seguici Festiu de Sant Andreu. Veureu a tots els entremesos baixar des de l'arc principal del Mercat mentre a la plaça d'Orfila les sardanes, el canó i grups de percussió escalfen l'ambient. En arribar tots els elements faran els seus balls: Teixidores, Capgrossos, Bretolàs... Ningú falla a la cita! I és que en arribar l'esclat final totes les figures fan la passada a l'església acompanyades d'un castell de focs fins que es tanquin les portes del temple. I és que demà els espera el gran matí de festa major i serà millor fer repòs durant la nit!

### Matí de Festa Major
Des de primera hora ja hi som tots al carrer. Els trabucaires seran els encarregats de despertar el barri, no es dia per quedar-se al llit! No hi faltaran tampoc els grallers, que amb la dolça melodia de les matinades, també ens faran sortir d'entre els llençols. Toca obrir les portes de l'església i que tot el Seguici surti ballant fins a la tronada i el pregó, un dels moments àlgids de la festa! L'acte més multitudinari de la Festa Major és la Cercavila. Per celebrar els 35 anys dels nostres Gegants van convidar a tots els Germans de l'Andreu i la Colometa. Més de 50 parelles van néixer del mateix motlle i hem arreplegat a gairebé totes les que queden actives avui dia!

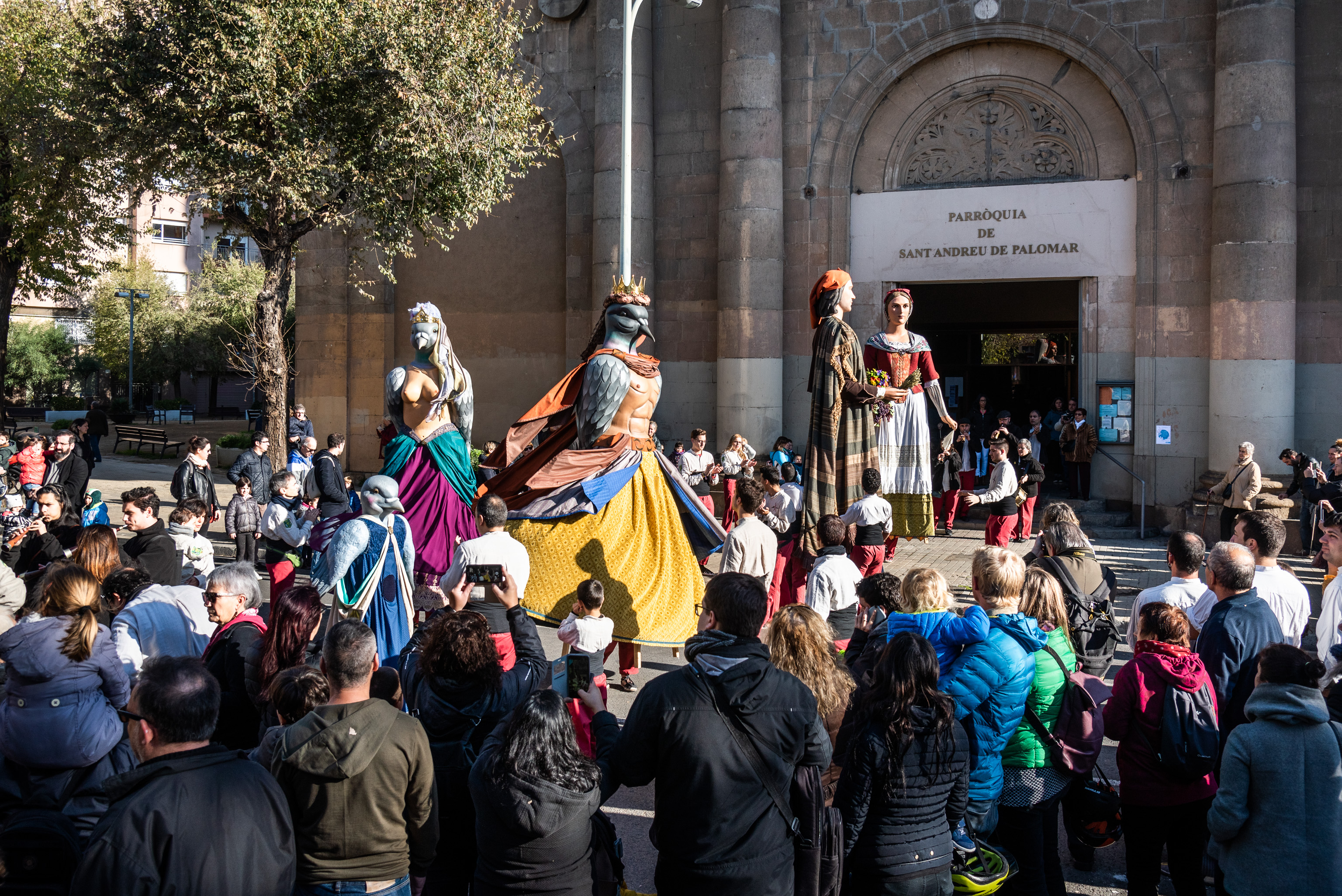
Gegants de Sant Andreu sortint de la Parròquia durant el matí de Festa Major per anar al pregó

### Adéu, Andreu!
Sí, adéu, Andreu! El nom de l'acte és ben transparent. Acompanyats d'una banda tradicional la Colometa i, efectivament, l'Andreu, s'acomiaden de les veïnes i veïns tot passejant pels carrers més cèntrics de la vila. Després d'unes últimes ballades a Orfila son testimonis amb la resta d'andreuencs del Piromusical de Festa Major. Si fins ara el tercer coet marcava un punt final a la nostra festa, ara ho seran els nostres Gegants, i és que després de l'últim coet vam continuar ballant fins a tancar les portes de la Fabra i Coats i amb elles els dies de celebració.

## Premis
El 2003 van rebre la Medalla d'Honor de Barcelona. El 2018 van rebre el Premi Ciutat de Barcelona per l'exposició dedicada a Lluís Sabadell, l'artista que va crear els motllos de "El Ingenio" dels Gegants Andreuencs.